# 김한종 (배우)
김한종(1982년 5월 12일 ~ )은 대한민국의 배우이다.

## 학력
- 대경대학교 연극영화과

## 출연작

### 영화
- 2008년 《방울토마토》 - 종덕 역
- 2011년 《통증》 - 상인 역
- 2013년 《숨바꼭질》 - 모자 쓴 사내 역
- 2013년 《응징자》 - 두준부하 2 역
- 2013년 《친구 2》 - 계란장수 역
- 2014년 《해적: 바다로 간 산적》 - 점박이 역
- 2015년 《차이나타운》 - 거지2004 역
- 2016년 《날, 보러와요》 - 발바리 역
- 2016년 《판도라》 - 진택 역
- 2016년 《마스터》 - 환전남 역
- 2019년 《카센타》 - 박순경 역
- 2023년 《카운트》 - 국밥집 사내 1 역 (특별출연)

### 드라마
- 2009년 MBC 주말드라마 《친구, 우리들의 전설》
- 2013년 tvN 금토드라마 《응답하라 1994》 - 바다에 빠지는 술취한 남자 역
- 2014년 tvN 금요드라마 《꽃할배 수사대》 - 삼식이 역
- 2017년 tvN 수목드라마 《슬기로운 감빵생활》 - 한종 역
- 2018년 KBS W 수목드라마 《시간이 멈추는 그때》
- 2018년 JTBC 월화드라마 《일단 뜨겁게 청소하라!!》 - 김주엽 역
- 2019년 OCN 주말드라마 《타인은 지옥이다》 (2019년, OCN) - 박병민 역
- 2021년 OCN&tvN 금토드라마 《다크홀》 - 남영식 역
- 2024년 디즈니+ 오리지널 드라마 《킬러들의 쇼핑몰》 - 택시기사 역 (특별출연)
- 2024년 tvN 수목드라마 《세작, 매혹된 자들》 - 만복 역
- 2024년 Netflix 오리지널 드라마 《살인자ㅇ난감》 - 왕고참 역